# Maria Saal
Maria Saal (slowenisch Gospa Sveta) ist eine Marktgemeinde mit 4024 Einwohnern (Stand 1. Jänner 2025) und ein Wallfahrtsort im Bezirk Klagenfurt-Land in Österreich, im Bundesland Kärnten. Bekannt ist der Ort vor allem für seine Marienkirche.

## Geographie
Die Ortschaft Maria Saal liegt weithin sichtbar auf einer Anhöhe im Osten des Zollfelds, einer etwa zehn Kilometer langen Talebene der Glan zwischen Magdalensberg und Ulrichsberg, die sich nördlich an Klagenfurt anschließt. Das Gemeindegebiet erstreckt sich beidseitig des Zollfelds und wird von Glan und Raba durchflossen.

### Gemeindegliederung
Die Gemeinde ist in die fünf Katastralgemeinden Kading, Karnburg, Möderndorf, Possau und St. Michael am Zollfeld gegliedert. Das Gemeindegebiet umfasst folgende 37 Ortschaften (Einwohnerzahlen Stand 1. Jänner 2025):
- Arndorf (104)
- Bergl (4)
- Dellach (Dole) (135)
- Gröblach (Groblje) (4)
- Hart (Dobrava) (11)
- Höfern (Dvorec) (21)
- Judendorf (Zeduška vas) (4)
- Kading (Kadin(a)) (249)
- Karnburg (Krnski Grad) (657)
- Kuchling (Kuhlinj) (110)
- Lind (Lipa) (4)
- Maria Saal (Gospa Sveta) (1113)
- Meilsberg (Male Čepe) (59)
- Meiselberg (Majzljica) (5)
- Möderndorf (Modrinja vas) (66)
- Poppichl (Podpolje) (58)
- Pörtschach am Berg (Poreče na gori) (47)
- Possau (Pošev) (44)
- Prikalitz (Britvalica) (0)
- Ratzendorf (Podkanja vas) (235)
- Rosendorf (Rožna vas) (30)
- Rotheis (Rotišče) (17)
- Sagrad (Zagrad) (87)
- St. Michael am Zollfeld (Šmihel na Gosposvetskem polju) (196)
- Stegendorf (Štegna vas) (65)
- Stuttern (Žrebiče) (13)
- Techmannsdorf (8)
- Thurn (Turn) (14)
- Töltschach (2)
- Treffelsdorf (Trebeša vas) (3)
- Walddorf (149)
- Willersdorf (Štrebuncji) (34)
- Winklern (44)
- Wrießnitz (Breznica) (148)
- Wutschein (Bučinja vas) (116)
- Zell (Sele) (120)
- Zollfeld (Gosposvetsko polje) (48)

### Nachbargemeinden
|                | Sankt Veit (SV)                             |               |
|                | Kompassrose, die auf Nachbargemeinden zeigt | Magdalensberg |
| Klagenfurt (K) |                                             |               |

## Geschichte
Im 1. Jahrhundert n. Chr. wurde durch den römischen Kaiser Claudius die Provinzhauptstadt Virunum am Magdalensberg, im Zollfeld, als Nachfolgesiedlung der um 15 v. Chr. errichteten keltischen Hauptstadt Noreia in der Provinz Noricum angelegt.
Die erste Christianisierung des Gebietes um etwa 300 ging vom Patriarchat Aquileia aus, wobei Virunum Bischofssitz wurde. Um 590 besetzten und besiedelten Slawen Kärnten sowie Teile der heutigen Bundesländer Steiermark und Salzburg; Virunum wurde 591 letztmals genannt. Die Hauptstadt des von den Slawen hier begründeten Fürstentums hatte seinen Regierungssitz (Curtis Carantana) in Karnburg am Fuß des Ulrichsbergs; heute ist Karnburg ein der Gemeinde zugehöriges Dorf, wenige Kilometer westlich der heutigen Ortschaft Maria Saal.

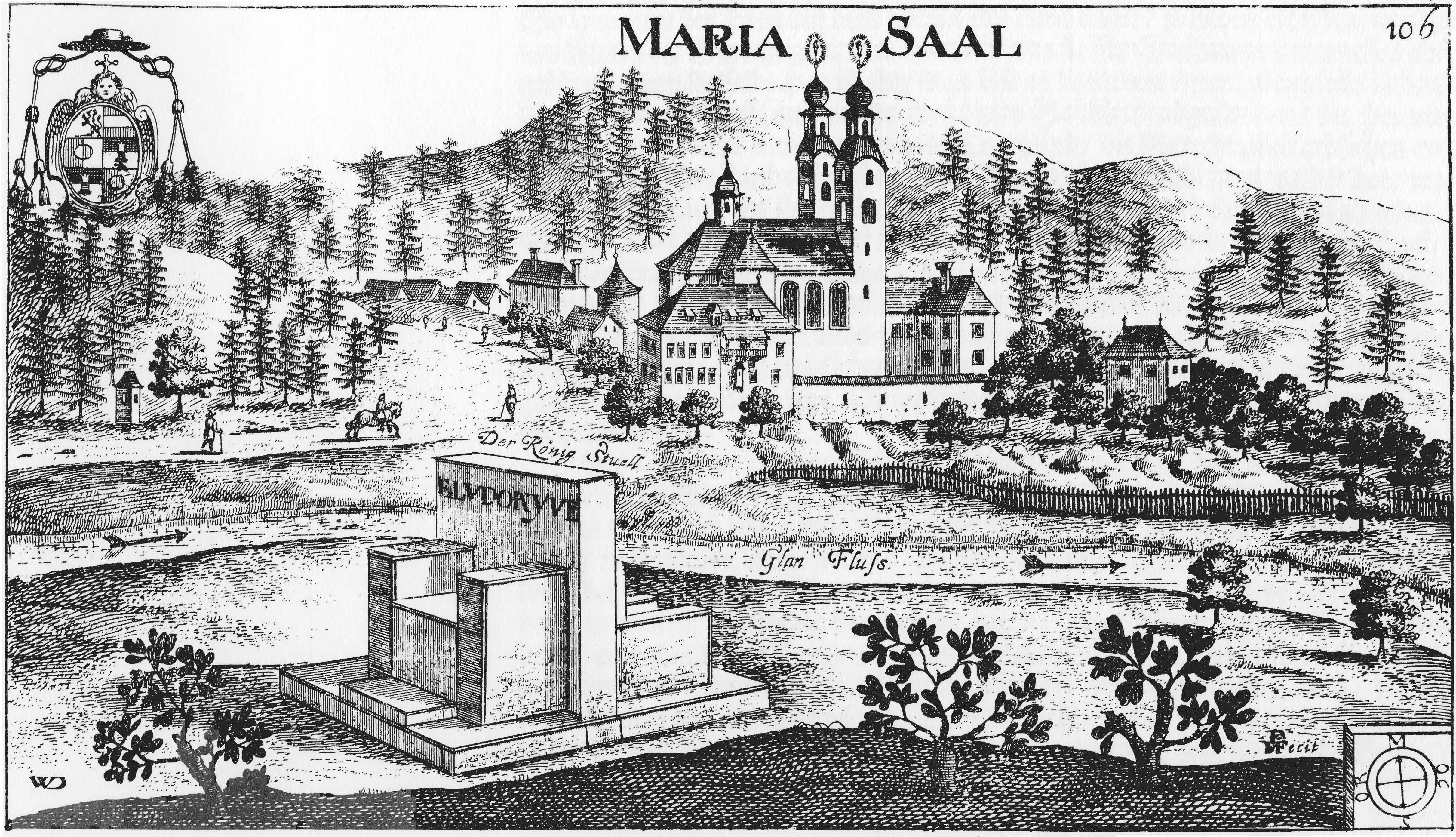
Valvasors Kupferstich aus dem Jahre 1680

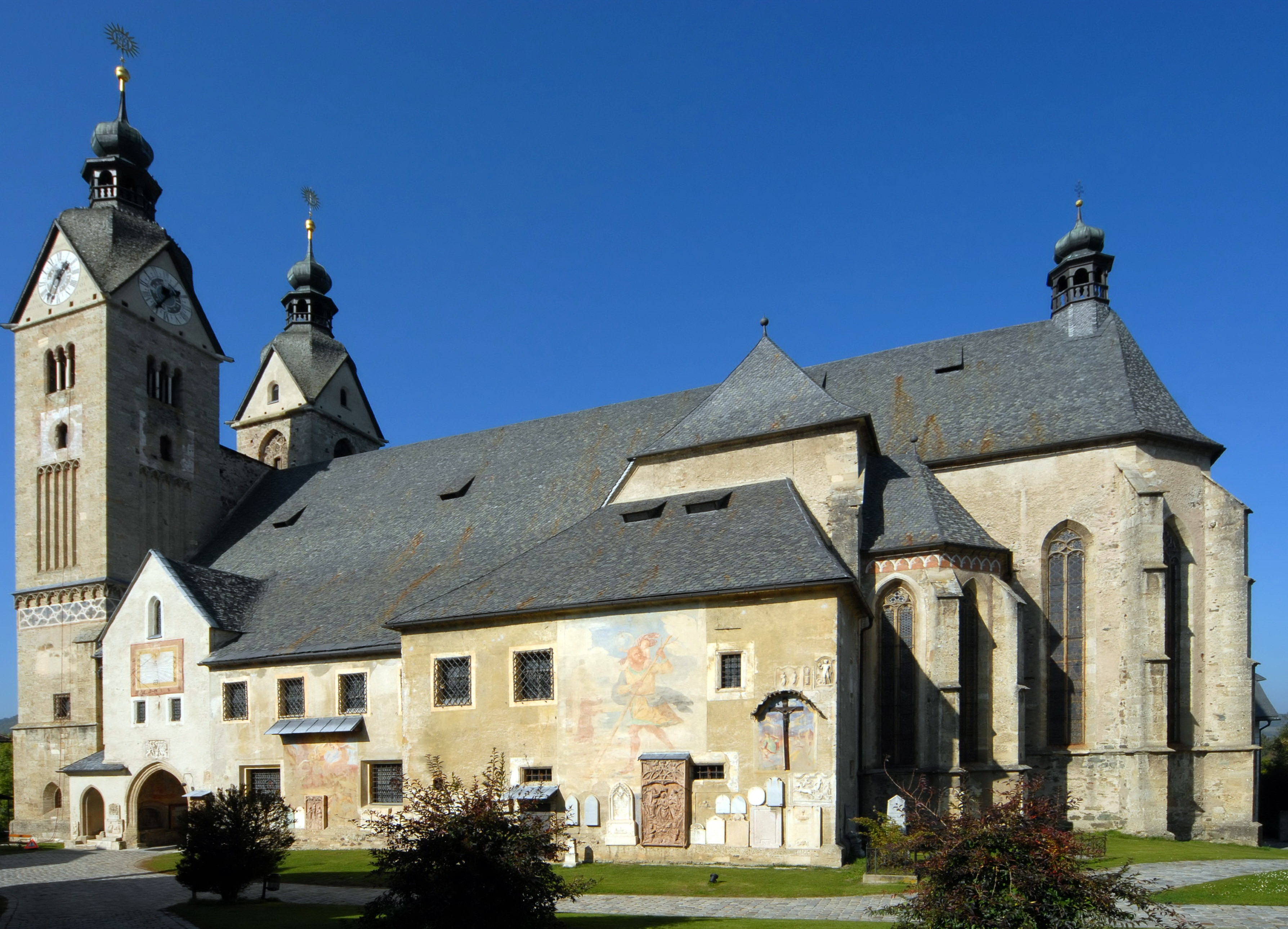
Marienkirche

Vor 767 schickte der Salzburger Bischof Virgil Chorbischof Modestus mit Klerikern nach Karantanien. So wurde von Maria Saal aus die zweite Christianisierungswelle in Kärnten eingeleitet.
Karnburg war später auch Zentrum des Kärntner Herzogtums, Arnulf von Kärnten hatte hier eine Kaiserpfalz. In Karnburg wurden die Herzöge von Kärnten am Fürstenstein eingesetzt, anschließend in der im 8. Jahrhundert unter Modestus erbauten Marienkirche in Maria Saal gesegnet. Im 9. Jahrhundert wurde der Herzogstuhl errichtet, wo der Herzog den Ständen den Eid leistete, Lehen vergab und Recht sprach.
In der zweiten Hälfte des 15. Jahrhunderts wurde die Marienkirche zur Festung ausgebaut, um die Bauern bei den Einfällen der Türken in Kärnten zu schützen. Nach einem Brand wurde sie in den Jahren 1670 bis 1674 wieder aufgebaut, und 1687 goss Mathias Landsmann aus zurückgelassenen Kanonen der Türken eine 6.608 kg schwere Glocke; die Maria Saalerin ist die größte Glocke Kärntens und ertönt im Schlagton fis0.
1859 kam Maria Saal an das Bistum Gurk und damit wurde der jeweilige Gurker Bischof zugleich Propst von Maria Saal.
Im Jahr 1930 wurde die Gemeinde zum Markt erhoben.

## Bevölkerung
Laut Volkszählung 2001 hat die Marktgemeinde Maria Saal 3838 Einwohner, davon besitzen 96,7 % die österreichische Staatsbürgerschaft.
Zur römisch-katholischen Kirche bekennen sich 83,7 % der Gemeindebevölkerung, zur evangelischen Kirche 4,0 % und zum Islam 1,0 %. Ohne religiöses Bekenntnis sind 9,0 % der Einwohner.
| Maria Saal: Einwohnerzahlen von 1869 bis 2024       | Maria Saal: Einwohnerzahlen von 1869 bis 2024 | Maria Saal: Einwohnerzahlen von 1869 bis 2024 | Maria Saal: Einwohnerzahlen von 1869 bis 2024 | Maria Saal: Einwohnerzahlen von 1869 bis 2024 |
| --------------------------------------------------- | --------------------------------------------- | --------------------------------------------- | --------------------------------------------- | --------------------------------------------- |
| Jahr                                                |                                               |                                               |                                               | Einwohner                                     |
| 1869                                                | 1869                                          |                                               | 2.039                                         | 2.039                                         |
| 1880                                                | 1880                                          |                                               | 2.002                                         | 2.002                                         |
| 1890                                                | 1890                                          |                                               | 2.157                                         | 2.157                                         |
| 1900                                                | 1900                                          |                                               | 2.133                                         | 2.133                                         |
| 1910                                                | 1910                                          |                                               | 2.283                                         | 2.283                                         |
| 1923                                                | 1923                                          |                                               | 2.112                                         | 2.112                                         |
| 1934                                                | 1934                                          |                                               | 2.115                                         | 2.115                                         |
| 1939                                                | 1939                                          |                                               | 2.149                                         | 2.149                                         |
| 1951                                                | 1951                                          |                                               | 2.434                                         | 2.434                                         |
| 1961                                                | 1961                                          |                                               | 2.532                                         | 2.532                                         |
| 1971                                                | 1971                                          |                                               | 2.839                                         | 2.839                                         |
| 1981                                                | 1981                                          |                                               | 3.202                                         | 3.202                                         |
| 1991                                                | 1991                                          |                                               | 3.700                                         | 3.700                                         |
| 2001                                                | 2001                                          |                                               | 3.838                                         | 3.838                                         |
| 2011                                                | 2011                                          |                                               | 3.832                                         | 3.832                                         |
| 2021                                                | 2021                                          |                                               | 3.915                                         | 3.915                                         |
| 2024                                                | 2024                                          |                                               | 4.006                                         | 4.006                                         |
| Quelle(n): Statistik Austria, Gebietsstand 1.1.2021 |                                               |                                               |                                               |                                               |

Von 1991 bis 2001 waren in Maria Saal sowohl Geburtenbilanz als auch Wanderungsbilanz positiv. In den folgenden zehn Jahren verflachte die Geburtenbilanz, blieb aber positiv, die Wanderungsbilanz wurde negativ.

## Kultur und Sehenswürdigkeiten

### Archäologische Ausgrabungsstätten
- Virunum II
- Römisches Amphitheater
- Römisches Bühnentheater

### Museen
- Freilichtmuseum Maria Saal

### Denkmäler
- Herzogstuhl
- Prunnerkreuz

### Bauwerke

#### Kapellen, Kirchen und Propsteien
- Wallfahrtskirche „Mariae Himmelfahrt“ mit Wehranlagen, Karner, Propstei- und Dechanteigebäude
- Pfalzkirche Karnburg mit Annakapelle
- Schlosskirche Tanzenberg
- Modestusstöckl, kleine, an ein Wohnhaus angebaute Kapelle mit Modestusstatue
- Pfarrkirche Hl. Lambert in Pörtschach am Berg. Die Kirche wurde vom ersten Kärntner Herzog Otto I. gegründet; ursprünglich war an diesem Ort ein Kloster geplant. Der heutige Kirchenbau ist eine barockisierte romanische Chorturmkirche mit einem wuchtigen, barockem Zwiebelturm an der Ostseite, und einem einfachen, überdachten Westportal.
- Pfarrkirche Sankt Michael am Zollfeld
- Filialkirche heiliger Leonhard in Arndorf
- Filialkirche heiliger Martin in Lind
- Filialkirche heilige Primus und Felician in Possau
- Kapelle beim Brandlhof in Höfern 1
- Schlosskapelle in Töltschach 1
- Filialkirche Möderndorf

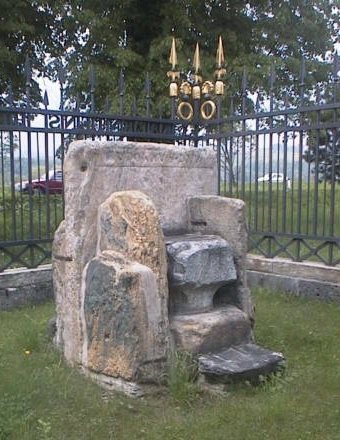
Herzogstuhl
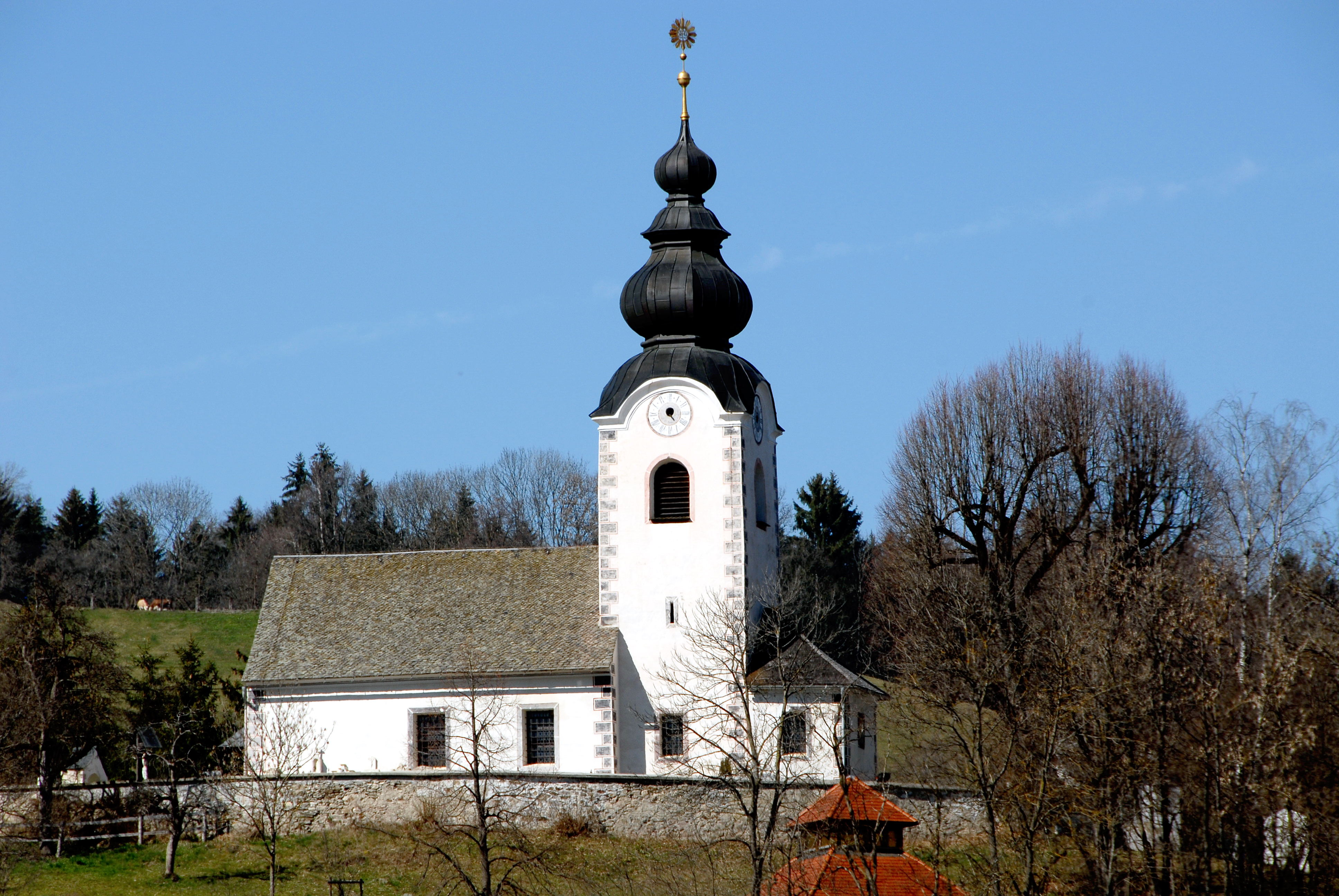
Pfarrkirche Hl. Lambert  in Pörtschach am Berg
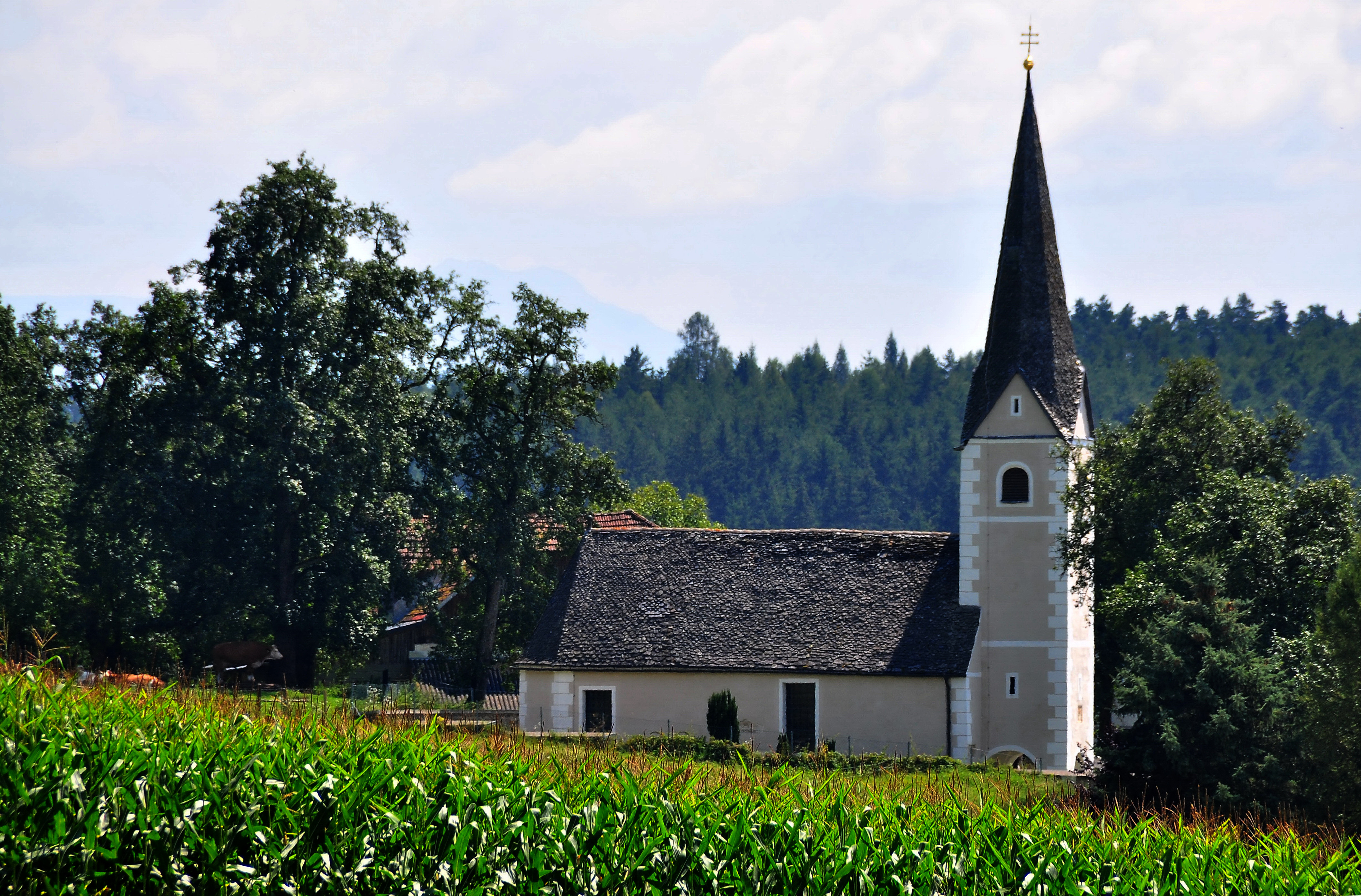
Filialkirche Hll. Primus und Felician in Possau

#### Ansitze und Schlösser
- Schloss Lind bei Stegendorf
- Schloss Meiselberg
- Schloss Möderndorf
- Tonhof, ehemaliges Gerichtsgebäude, Geburtshaus von Friedrich Welwitsch und Treffpunkt eines Künstlerkreises um Gerhard Lampersberg
- Schloss Töltschach

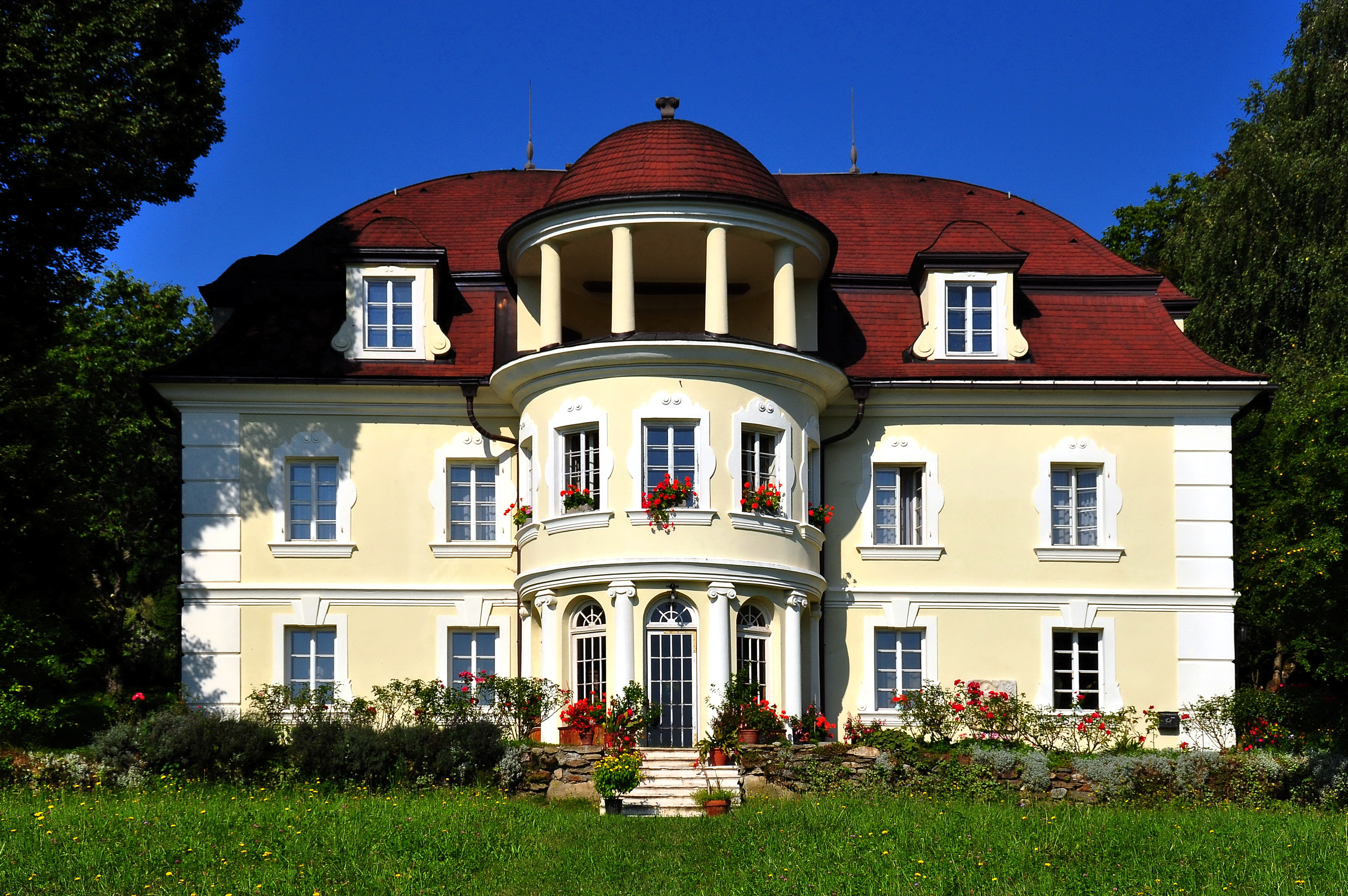
Schloss Lind, Ost-Fassade
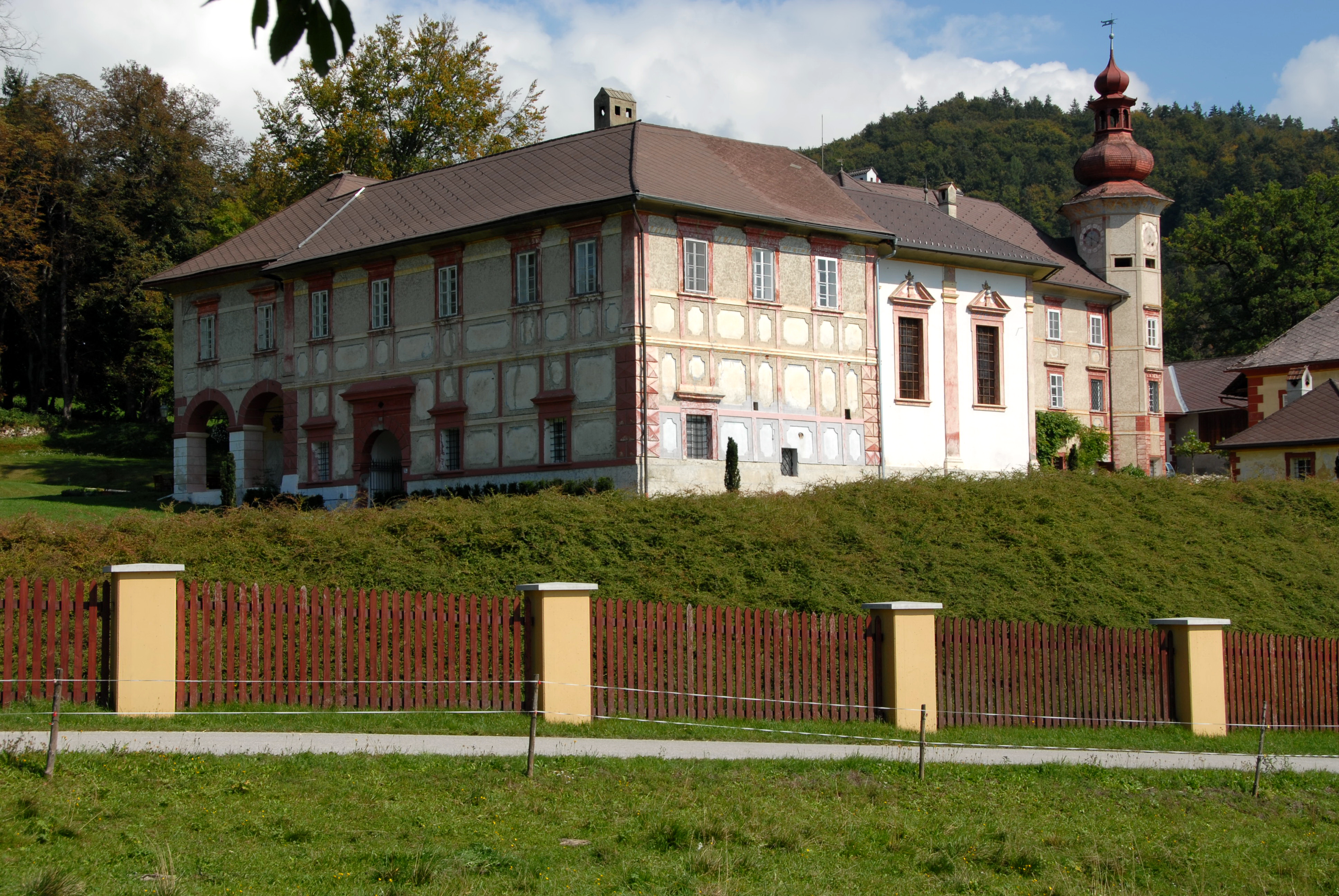
Schloss Meiselberg
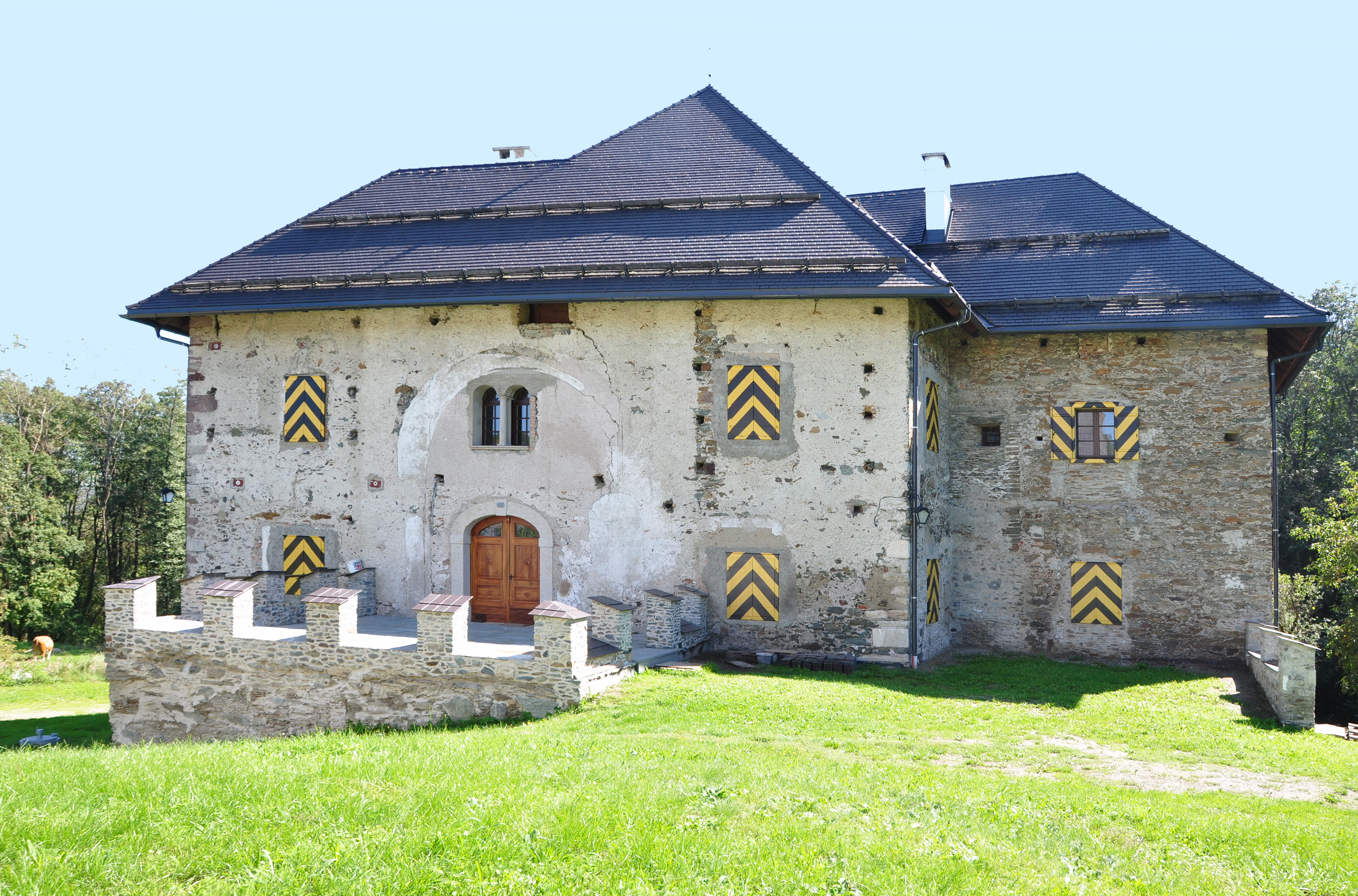
Schloss Möderndorf
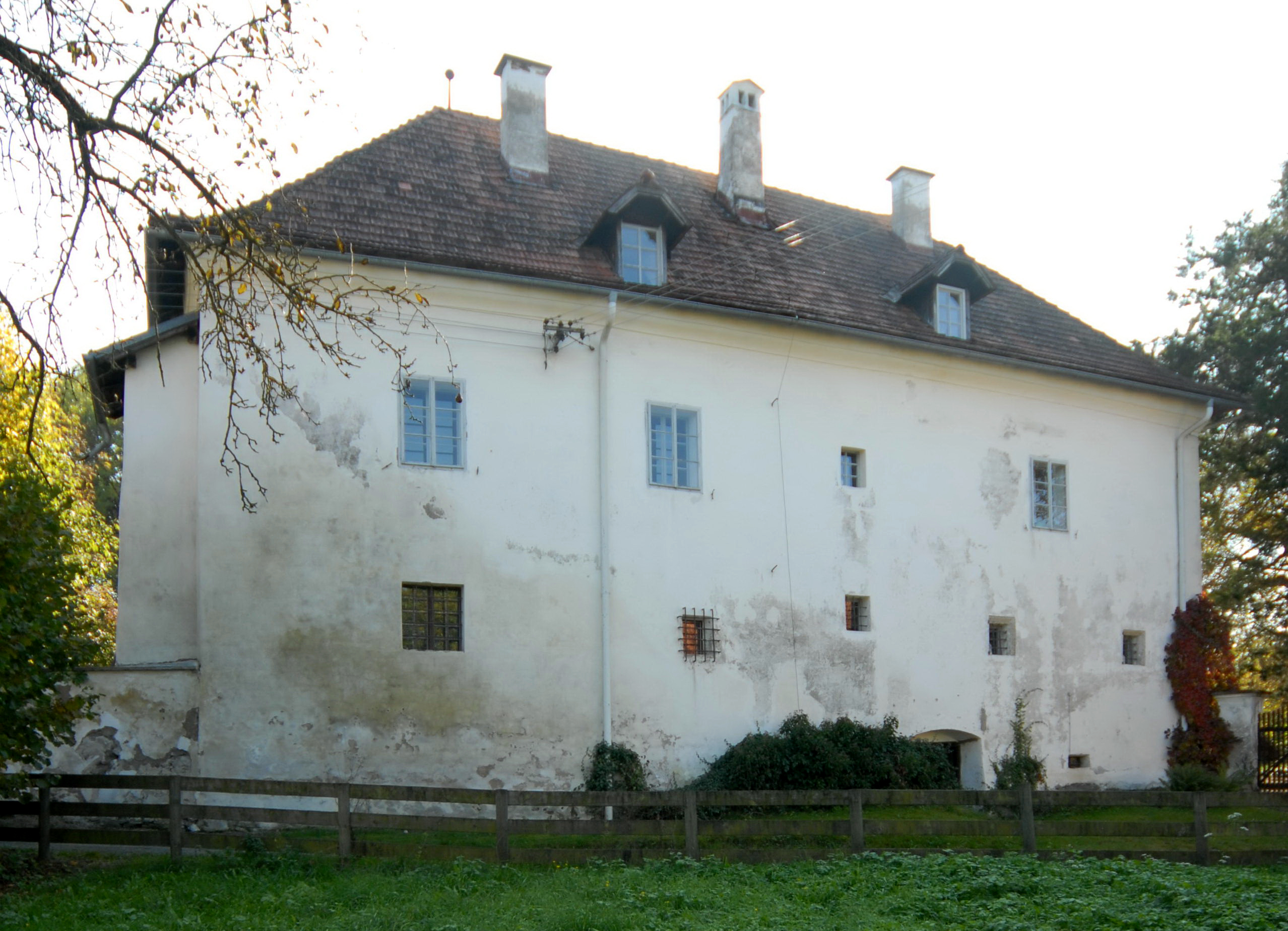
Schloss Tonhof
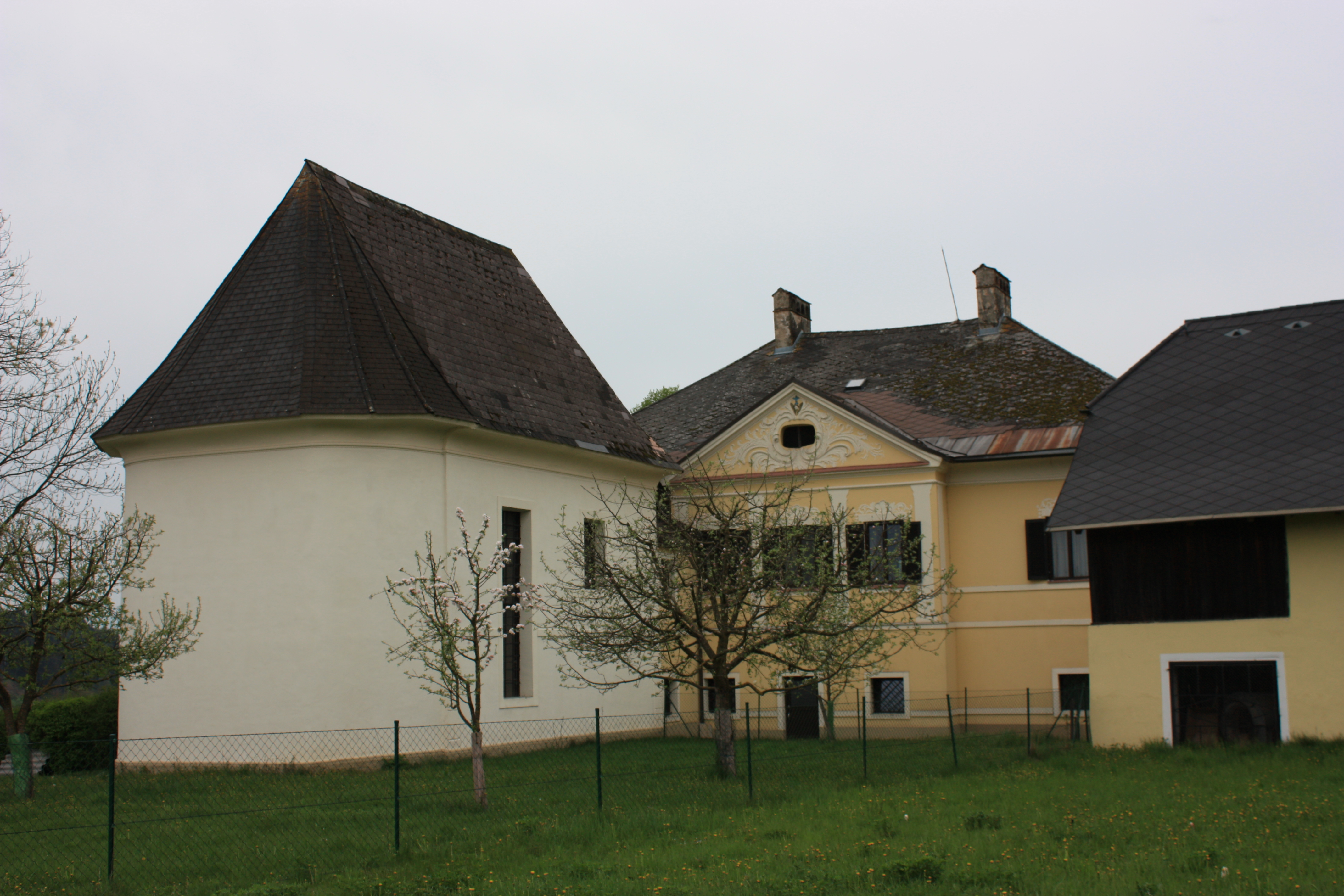
Schloss Töltschach
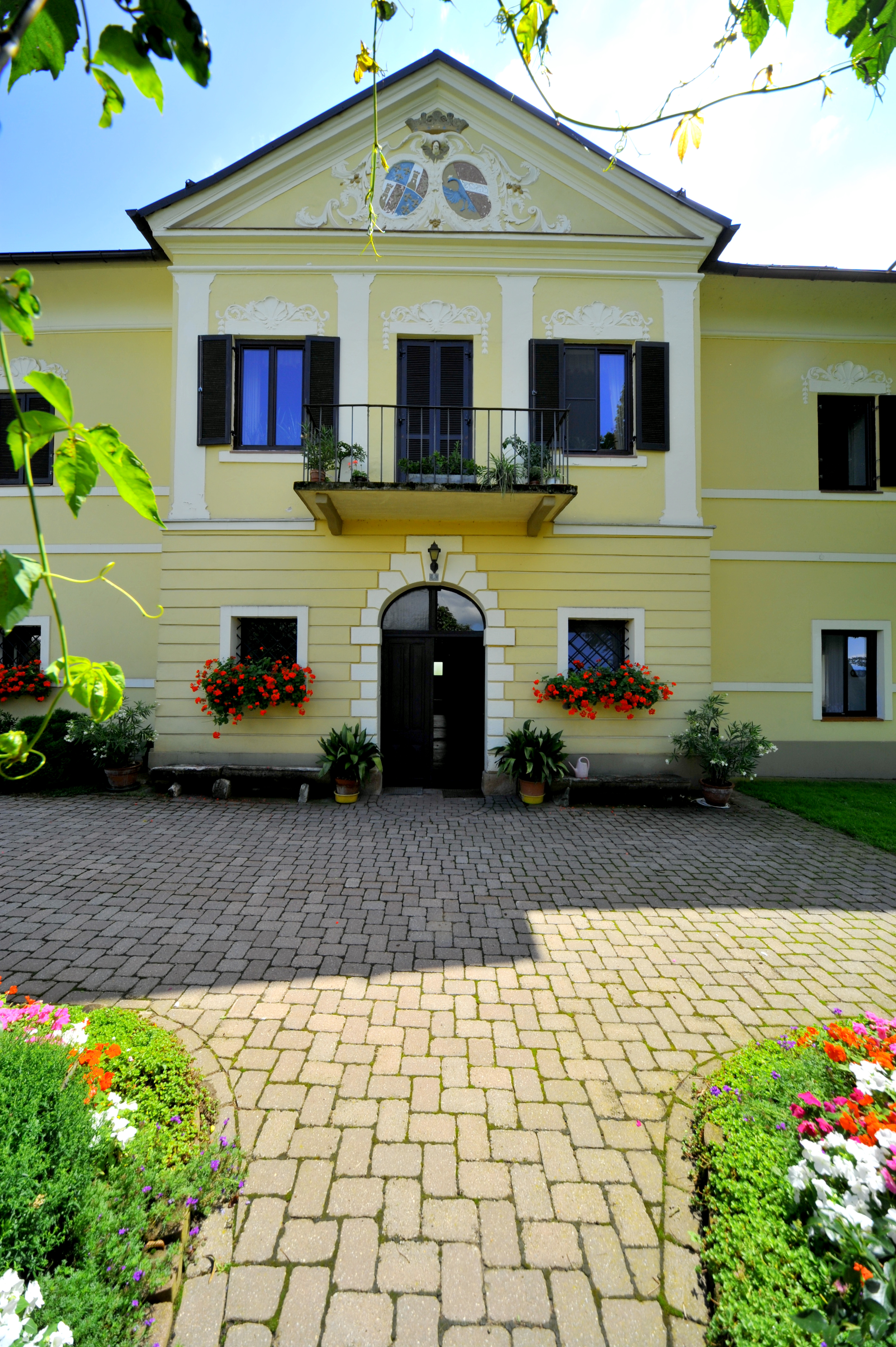
Schloss Töltschach, West-Schauseite

### Regelmäßige Veranstaltungen
Während des seit 2002 jährlich stattfindenden, zehntägigen Internationalen Bildhauersymposiums in Maria Saal arbeiten renommierte Künstler aus dem Alpen-Adria-Raum öffentlich und „open air“ im Zentrum von Maria Saal und zahlreiche künstlerische Veranstaltungen in den verschiedensten Kunstsparten finden statt. Das Publikum kann in dieser Zeit den Schaffensprozess der Künstler beobachten, mit ihnen ins Gespräch kommen und so den Zugang zur bildenden Kunst erneuern bzw. vertiefen. Gearbeitet wird rund um den Dom, in welchem auch – ebenfalls ein Beispiel zeitgenössischer Kunst – die religiösen Fresken (1925) des österreichischen Malers Herbert Boeckl zu besichtigen sind.

## Wirtschaft und Infrastruktur

### Wirtschaftssektoren
Von den 89 landwirtschaftlichen Betrieben des Jahres 2010 wurden 44 im Nebenerwerb geführt. Im Produktionssektor waren mehr als zwei Drittel der Betriebe Baufirmen, der Bereich Warenherstellung war jedoch mit 71 Erwerbstätigen der größte Arbeitgeber. Im Dienstleistungssektor arbeitete fast die Hälfte der Angestellten im Handel, ein Fünftel in sozialen und öffentlichen Diensten (Stand 2011).
| Wirtschaftssektor            | Anzahl Betriebe | Anzahl Betriebe | Anzahl Betriebe | Erwerbstätige | Erwerbstätige | Erwerbstätige |
| Wirtschaftssektor            | 2021            | 2011            | 2001            | 2021          | 2011          | 2001          |
| ---------------------------- | --------------- | --------------- | --------------- | ------------- | ------------- | ------------- |
| Land- und Forstwirtschaft 1) | 68              | 89              | 98              | 101           | 90            | 80            |
| Produktion                   | 38              | 30              | 20              | 153           | 130           | 90            |
| Dienstleistung               | 248             | 195             | 105             | 1068          | 798           | 736           |

1) Betriebe mit Fläche in den Jahren 2010 und 1999, Arbeitsstätten im Jahr 2021
| Von den über 1800 Erwerbstätigen, die 2011 in Maria Saal wohnten, arbeiteten 365 in der Gemeinde und fast 1500 pendelten aus. Aus der Umgebung kamen 650 Menschen, um in Maria Saal zu arbeiten. Maria Saal ist gut an Klagenfurt und St. Veit angebunden. In weniger als zehn Minuten erreicht man mit der Schnellbahn beide Städte. Die Klagenfurter Schnellstraße S37, die von Klagenfurt nach St. Veit und weiter nach Norden führt, verläuft durch das Gemeindegebiet. | Die zur Anzeige dieser Grafik verwendete Erweiterung wurde dauerhaft deaktiviert. Wir arbeiten aktuell daran, diese und weitere betroffene Grafiken auf ein neues Format umzustellen. (Mehr dazu) |

## Politik

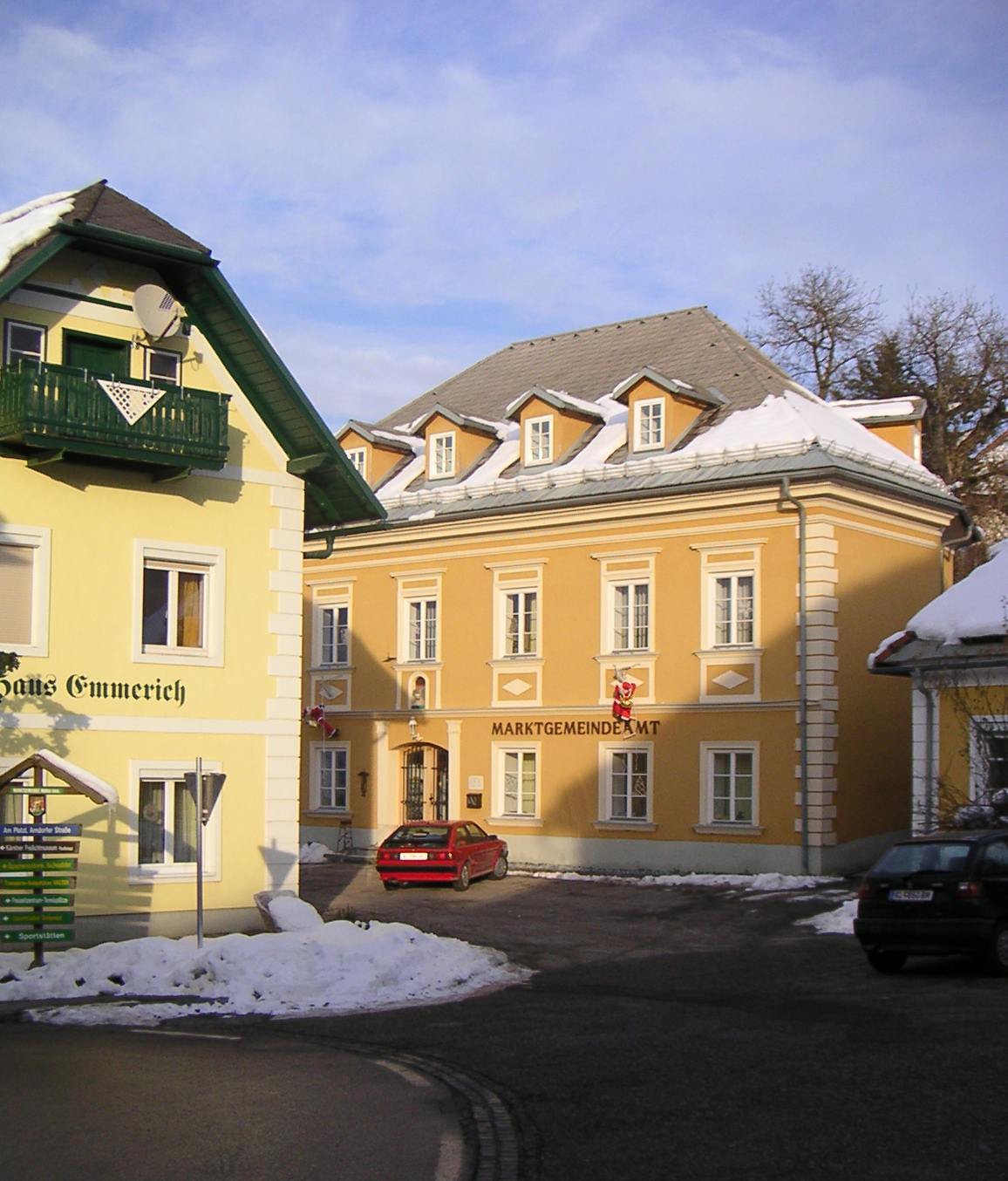
Marktgemeindeamt in Maria Saal

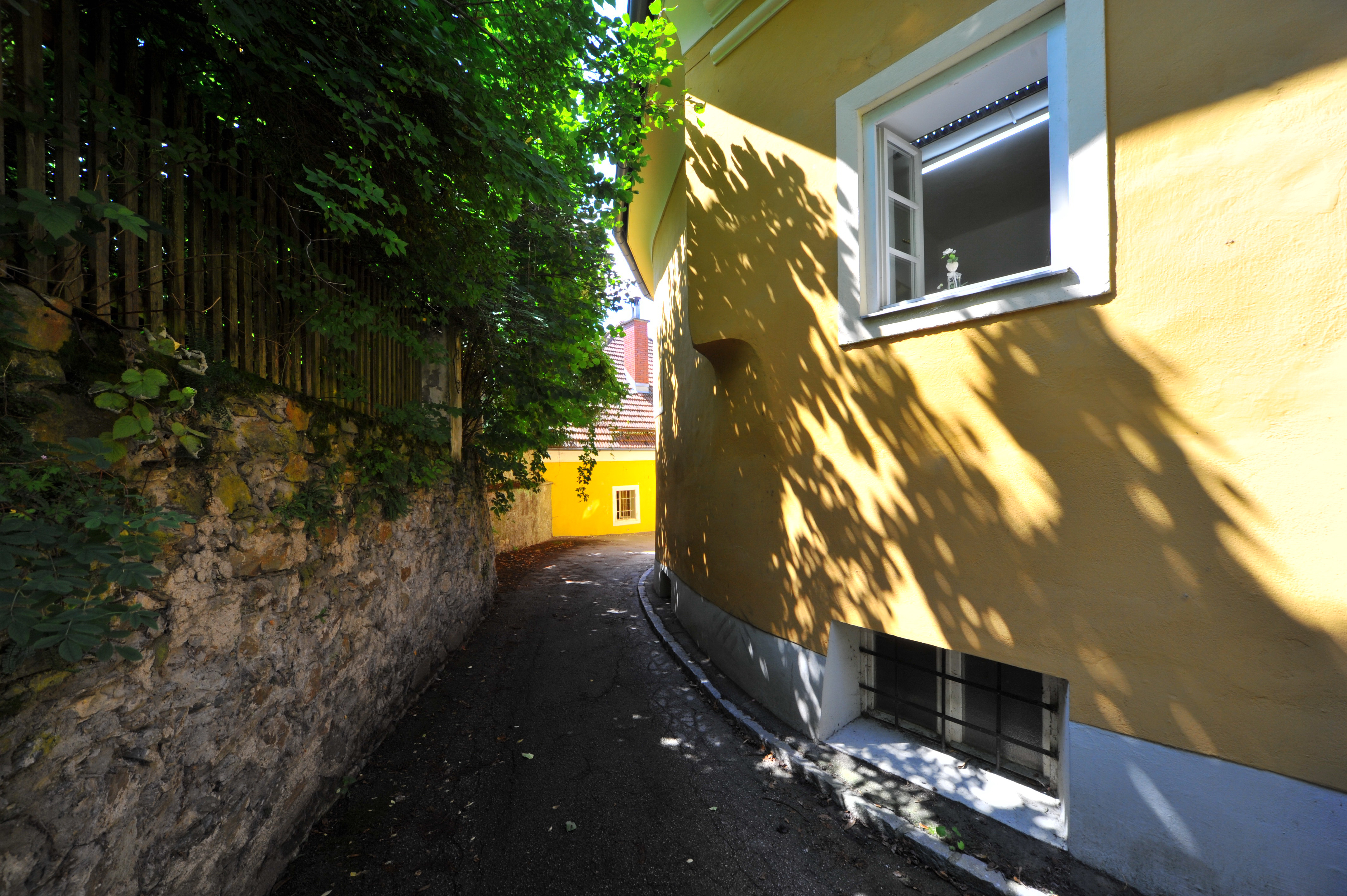
Schnerichweg in Maria Saal

| Der Gemeinderat von Maria Saal hat 23 Mitglieder. \| Jahr \| SPÖ \| ÖVP \| FPÖ \| BZÖ \| GRÜNE \| BL[A 1] \| Link \| \| ------------------------------------------------------------------------------- \| --- \| --- \| --- \| --- \| ----- \| ------- \| ---- \| \| Gemeinderatswahl 1985 \| 7 \| 14 \| 2 \| - \| - \| - \| [11] \| \| Gemeinderatswahl 1991 \| 7 \| 11 \| 5 \| - \| - \| - \| [11] \| \| Gemeinderatswahl 1997 \| 10 \| 7 \| 6 \| - \| - \| - \| [12] \| \| Gemeinderatswahl 2003 \| 10 \| 8 \| 3 \| - \| 2 \| - \| [13] \| \| Gemeinderatswahl 2009 \| 7 \| 8 \| - \| 5 \| 3 \| - \| [14] \| \| Gemeinderatswahl 2015 \| 7 \| 9 \| 3 \| - \| 4 \| - \| [15] \| \| Gemeinderatswahl 2021 \| 6 \| 7 \| 3 \| - \| 3 \| 4 \| [16] \| \| Anmerkungen: 1. ↑ BL ... Bürgerliste Maria Saal – Team Hans Jörg Zwischenberger \| \| \| \| \| \| \| \| | Die zur Anzeige dieser Grafik verwendete Erweiterung wurde dauerhaft deaktiviert. Wir arbeiten aktuell daran, diese und weitere betroffene Grafiken auf ein neues Format umzustellen. (Mehr dazu) |     |     |     |       |    |        |
| Jahr | SPÖ | ÖVP | FPÖ | BZÖ | GRÜNE | BL | Link   |
| Gemeinderatswahl 1985 | 7 | 14  | 2   | -   | -     | -  | [ 11 ] |
| Gemeinderatswahl 1991 | 7 | 11  | 5   | -   | -     | -  | [ 11 ] |
| Gemeinderatswahl 1997 | 10 | 7   | 6   | -   | -     | -  | [ 12 ] |
| Gemeinderatswahl 2003 | 10 | 8   | 3   | -   | 2     | -  | [ 13 ] |
| Gemeinderatswahl 2009 | 7 | 8   | -   | 5   | 3     | -  | [ 14 ] |
| Gemeinderatswahl 2015 | 7 | 9   | 3   | -   | 4     | -  | [ 15 ] |
| Gemeinderatswahl 2021 | 6 | 7   | 3   | -   | 3     | 4  | [ 16 ] |
| Anmerkungen: 1. | |     |     |     |       |    |        |

### Bürgermeister
Direkt gewählter Bürgermeister war von 2009 bis 2021 Anton Schmidt (ÖVP).
Seit 2021 ist Franz Pfaller (SPÖ) Bürgermeister.

### Wappen
Das Wappen von Maria Saal zeigt im Hintergrund die Kärntner Landesfarben und davor den Herzogstuhl. Es wurde der Marktgemeinde am 14. November 1931 mit folgender amtlicher Blasonierung verliehen:
„In einem zweimal von Gold, Rot und Silber geteilten Schild erhebt sich auf einem Rasengrunde natürlich dargestellt und halbrechts gewendet der aus unbehauenen Steinblöcken und Platten zusammengefügte Kärntner ‚Herzogsstuhl‘.“
Die Fahne ist Gelb-Rot-Weiß mit eingearbeitetem Wappen.

### Partnerstädte
- Aquileia (Italien)
- Forgaria (Italien)
- Gornji Grad (Slowenien)

Belege siehe Gemeinde-Homepage (unten)

## Persönlichkeiten

### Söhne und Töchter der Gemeinde
- Johann Lorenz Gasser (1723–1765), Anatom
- Anselm von Edling (1741–1794), Abt des Benediktinerstiftes St. Paul im Lavanttal, Historiker, Schriftsteller und Dichter der josephinischen Aufklärung
- Simerl Krapfenbäck (eigentlich Simon Kramer, 1785–1809), Räuber
- Friedrich Welwitsch (1806–1872), Botaniker, Afrikaforscher
- Urban Ehrlich (1822–1898), Schriftsteller
- Michael Ogertschnig (1846–1926), Maler
- Josef Krammer (* 1967), Abgeordneter zum Kärntner Landtag
- Felix Oschmautz (* 1999), Kanute

### Mit der Gemeinde verbundene Persönlichkeiten
- Humbert Fink (1933–1992), Schriftsteller, Journalist
- Gerhard Lampersberg (1928–2002), Komponist
- Peter Truschner (* 1967), Schriftsteller (Poppichl)
- Johann Baptist Türk (1775–1841), Freiheitskämpfer
- Peter Turrini (* 1944), Schriftsteller
- Erich Wanker (* 1965), Chorea-Huntington- und Alzheimer-Forscher
- Josef Wernhammer (1790–1855), Wirt, Realitätenbesitzer sowie Politiker
- Herbert Würschl (* 1952), Politiker (SPÖ) und Lehrer